# تالاب زریوار
تالاب زریوار در غرب ایران و ۱۳۰ کیلومتری شمال غربی سنندج و در غرب شهر مریوان واقع شده است. این تالاب در یک فوریه ۲۰۱۹ با شماره ۲۳۶۹ به عنوان ۲۵امین تالاب ایران در کنوانسیون رامسر به ثبت رسیده است.

## ویژگی‌ها
تالاب آب شیرین زریبار در فاصله ۳ کیلومتری غرب شهرستان مریوان واقع و از مکان‌های دیدنی و گردشگری استان کردستان است، این تالاب یکی از منحصربه‌فردترین تالاب‌های آب شیرین در جهان به‌شمار می‌رود همچنین یکی از مراکز زمستان گذرانی و جوجه آوری پرندگان مهاجر است.

## پناهگاه حیات وحش زریوار
پناهگاه حیات وحش زریوار یک پناهگاه حیات وحش با مساحت ۳۲۹۱ هکتار است که در استان کردستان در ایران قرار دارد. این پناهگاه حیات وحش طبق مصوبهٔ شمارهٔ ۶۰۱ در تاریخ ۸۸/۱۱/۱۱ در فهرست مناطق تحت حفاظت سازمان محیط زیست ایران قرار گرفت.

## شرایط اقلیمی
نتایج تحقیق نشان داده ماه‌های سرد سال (دی، بهمن و اسفند) به دلیل کاهش دما و بارش برف و باران شرایط نامطلوبی برای گردشگری ایجاد می‌کند و در ماه‌های گرم سال (اردیبهشت تا مهر) به دلیل تعدیل شرایط دما و بارش از شرایط مطلوبی برای گردشگری برخوردار می‌باشد.

## گونه‌های گیاهی
۱۶۵ گونه گیاهی شناخته شده نیز در تالاب و اطراف آن مشاهده شده است. از جمله گیاهان آن می‌توان به سراتوفیلیوم، سریوفیلیوم نی، هزارنی، بارهنگ آبی، نیلوفر آبی، علف هفت‌بند، پیچک‌ها، لویی و بزواش، جگن و نعناع اشاره کرد

## گونه‌های جانوری[۶]

### آبزیان
- سیاه ماهی خالدار
- سیاه ماهی معمولی
- عروس ماهی
- ماهی گامبوزیا
- ماهی آمور سفید
- کپور آیینه‌ای
- کپور معمولی
- کپور سرگنده
- فیتوفاک

### پرندگان
بیش از ۳۱ گونه پرنده بومی و مهاجر در اطراف این دریاچه زندگی می‌کنند که از این تعداد تقریباً ۱۴ گونه بومی و مابقی انواع پرندگان مهاجرند:
- اردک سرحنایی و سرسبز
- گرتها
- بوتیمار بزرگ و کوچک
- انواع چنگر
- پرستوهای دریایی
- کشیم
- بزرگ و کشیم کوچک کاکائیها
- حواصیل خاکستری
- خوتکا
- گیلار
- پرندگان شکاری همچون سنقر تالابی و دلیچه

### پستانداران
- سگ آبی
- روباه
- خوک وحشی
- خرگوش
- گراز
- نوعی گربه وحشی

## راه دسترسی
بهترین مسیر دسترسی به شهر مریوان از جاده سنندج - مریوان است؛ اما اگر ساکن استان‌های شمال غربی کشور هستید و از شمال استان کردستان وارد این منطقه می‌شوید، می‌توانید خود را مستقیم به شهر مریوان برسانید. با رسیدن به مقصد، تنها سه کیلومتر با دریاچه زریوار فاصله دارید و باید جاده‌ای که از مریوان به بایوه در نزدیکی مرز عراق می‌رود را در پیش بگیرید.